# Bodianus loxozonus
Bodianus loxozonus är en fiskart som först beskrevs av Snyder, 1908.  Bodianus loxozonus ingår i släktet Bodianus och familjen läppfiskar. IUCN kategoriserar arten globalt som livskraftig. Inga underarter finns listade.

## Bildgalleri

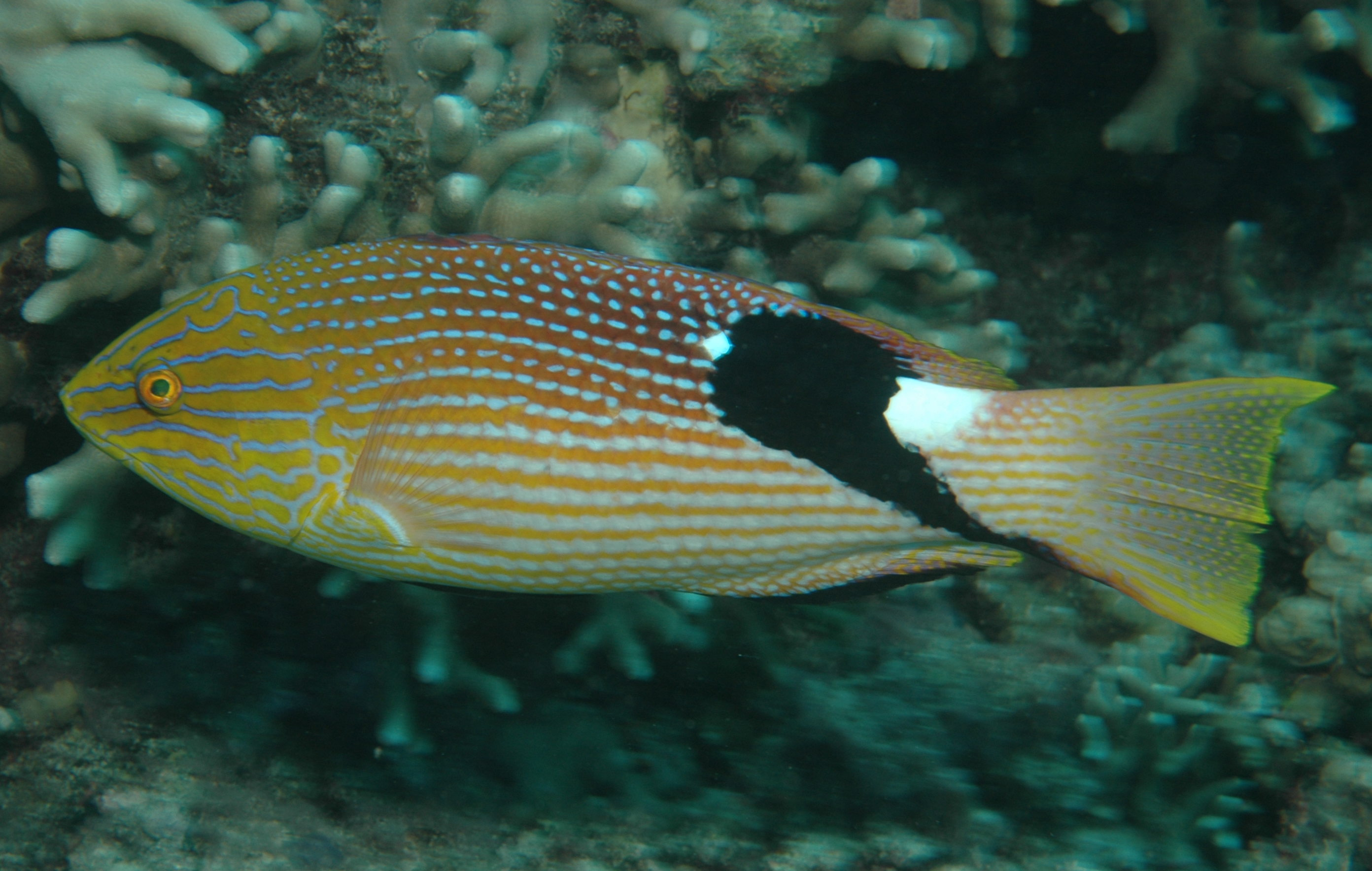